# زیردریایی یو-۲۴۸
زیردریایی یو-۲۴۸ (به انگلیسی: German submarine U-248) یک زیردریایی بود که طول آن ۶۷٫۱ متر (۲۲۰ فوت ۲ اینچ) بود. این زیردریایی در سال ۱۹۴۳ ساخته شد.